# Pałac w Rozdole
Pałac w Rozdole – pałac wybudowany w miejscowości Rozdół.

## Opis
Murowany pałac wybudowany w 1740 r. przez Michała Józefa Rzewuskiego. Obiekt został nazwany Frankopolem na cześć żony Michała - Franciszki z Cetnerów.  Na początku XIX r. pałac został rozebrany. W jego miejscu Antoni Józef Lanckoroński wybudował klasycystyczną rezydencję. Karol Lanckoroński w latach 1874–1908 przebudował ją w stylu francuskiego neorenesansu. Była to ulubiona siedziba Karoliny Lanckorońskiej. Do 1939 właścicielem majątku był Antoni Lanckoroński.
Obecnie nieużytkowany, w stanie postępującej degradacji. Budynek główny ma półkolisty łącznik z oficyną.

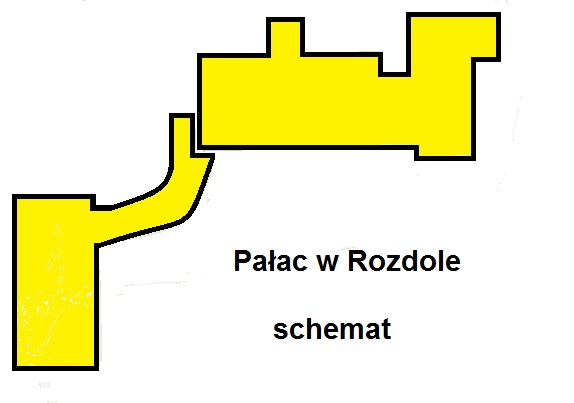
Schemat